# Mormyrops anguilloides
Mormyrops anguilloides е вид лъчеперка от семейство Mormyridae. Видът не е застрашен от изчезване.

## Разпространение и местообитание
Разпространен е в Бенин, Буркина Фасо, Бурунди, Гамбия, Гана, Гвинея, Гвинея-Бисау, Демократична република Конго, Етиопия, Замбия, Зимбабве, Камерун, Кения, Кот д'Ивоар, Либерия, Мавритания, Малави, Мали, Мозамбик, Нигер, Нигерия, Сенегал, Сиера Леоне, Танзания, Того, Уганда, Централноафриканска република, Чад и Южен Судан.
Обитава крайбрежията на сладководни басейни и реки в райони с тропически климат.

## Описание
На дължина достигат до 1,5 m, а теглото им е максимум 15 kg.